# Natuurpark Sierra de Aracena y Picos de Aroche

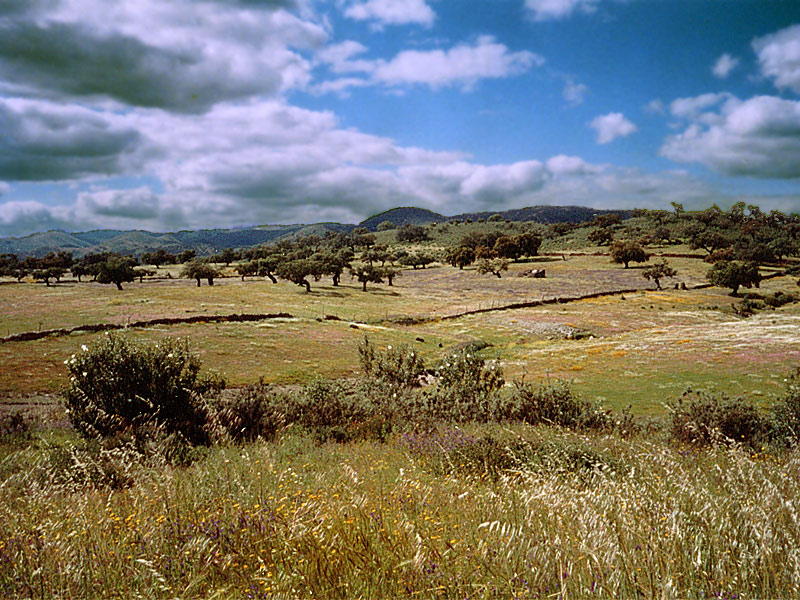

Het Natuurpark Sierra de Aracena y Picos de Aroche (Spaans: Parque natural de Sierra de Aracena y Picos de Aroche) is een natuurpark in de Sierra Morena in Andalusië in Spanje. Het natuurpark werd opgericht in 1989 en is 186827 hectare groot. Het park is deel van het  Unesco-biosfeerreservaat Dehesas de Sierra Morena. Het natuurpark omvat gebergte, bossen en dehesas met steeneik en kurkeik. In het park komt steenarend, everzwijn, slechtvalk, vale gier voor. 